# Georg Müller
Georg Müller, SS.CC. (ur. 7 czerwca 1951 w Volkesfeld, zm. 25 października 2015 w Münster) – niemiecki duchowny katolicki, biskup-prałat Trondheim w latach 1997–2009.

## Życiorys
Georg Müller urodził się w 1951 w Volkesfeld, w zachodnich Niemczech. W latach 1963–1971 uczęszczał do katolickiego gimnazjum im. św. Jana w Lahnstein. Po jego ukończeniu wstąpił do zakonu Sercan Białych w Simpelveld, w Holandii. W 1972 został wysłany na studia teologiczno-filozoficzne do Münster. W 1978 otrzymał święcenia kapłańskie z rąk bpa Gerharda Schwenzzera w Simpelveld. W 1981 został wydelegowany przez swój zakon do pracy duszpasterskiej w Norwegii. Początkowo w latach 1983–1988 był sekretarzem Skandynawskiej Konferencji Biskupów, a następnie w latach 1984–1988 wikariuszem generalnym Prałatury w Trondheim. W latach 1987–1994 kierował parafią św. Olafa w Trondheim.
Po przeniesieniu bpa Schwenzera na urząd ordynariusza diecezji Oslo został administratorem apostolskim w Trondheim (1988). 20 czerwca 1997 papież Jan Paweł II nominował go prałatem Niezależnej Prałatury Trondheim oraz biskupem tytularnym. Konsekracja biskupia miała miejsce 28 lipca 1997 w prokatedrze św. Olafa w Trondheim.
Duchowny przyznał się do molestowania chłopca z chóru kościelnego, Watykan dowiedział się o zajściu w styczniu 2009 roku. 8 czerwca 2009 został odwołany przez papieża Benedykta XVI z funkcji prałata Trondheim, po zaostrzającym się konflikcie z parafianami. W sprawę tę zaangażował się bezpośrednio nuncjusz apostolski Skandynawii abp Emil Paul Tscherrig. Po złożeniu z urzędu w 2009 roku przeprowadził się do Rzymu.